# Fyfe Ewing
Fyfe Ewing (ur. 1970 w Larne) – irlandzki muzyk i instrumentalista. Współzałożyciel oraz perkusista grupy muzycznej Therapy?.